# Mururoa
Mururoa (corect Moruroa, istoric Aopuni) în limba băștinașilor „Marele Secret” este un atol nelocuit de 300 km2 din Pacificul de Sud, care a devenit mai cunoscut după testele atomice efectuate de Franța între anii anii 1966 - 1996. Mururoa este situat la sud est de Arhipelagul Tuamotu și aparține Polineziei franceze.
În total au fost detonate 41 de bombe atomice în atmosferă și 147 de bombe atomice în subteran. După valul de proteste declanșat de aceste experimente acestea au fost înlocuite de simulări computerizate. In anul 2000 administrația franceză se retrage de pe atol, acesta rămânând zonă închisă radioactivă. Muncitorii și locuitorii insulelor învecinate care suportă consecințele experimentelor se consideră înșelați de regimul francez care neagă existența unei doze ridicate neadmise de radiații, care a provocat boli tumorale maligne și la broaștele țestoase.